# Lago Don Juan
Il lago Don Juan (conosciuto anche come stagno Don Juan; in lingua inglese: Don Juan pond) è un piccolo e poco profondo lago ipersalino situato nella valle di Wright nella regione orientale dell'Antartide, nella zona delle Valli secche McMurdo, a circa 9 chilometri ad ovest del lago Vanda. Lo specchio d'acqua si incunea tra la parte meridionale della dorsale Asgard e il versante nord del Dais. Sul lato ovest si trova un piccolo affluente e una caratteristica che è stata descritta come ghiacciaio roccioso.
Con un livello di salinità del 40,2%, il lago Don Juan è considerato uno dei corpi idrici più salati del pianeta (a confronto il Mar Morto ha una percentuale di salinità del 23,1%, mentre la media degli oceani del globo si attesta sul 3,38%). A causa dell'alta concentrazione di sale, questo lago gela ad una temperatura di -53 °C.
Il lago Don Juan fu scoperto nel 1961 e il suo nome deriva dai due piloti di elicottero, Don Roe e John Hickey, che partirono per studiare il laghetto: durante tale prima esplorazione la temperatura era di -30 °C e l'acqua si trovava allo stato liquido.

## Salinità
Il lago Don Juan è uno stagno superficiale, a fondo piatto, iper-salino. Si ha una maggiore salinità del Mar Morto o addirittura del Lago Assal (situato a Gibuti) e lo stesso vale per il Lago di Vanda e per gli altri laghi antartici delle Valli secche McMurdo.
Si ritiene che il lago Don Juan contenga un grado di salinità di oltre 18 volte superiore all'oceano (rispetto al Mar Morto che è 9,6 volte superiore rispetto a quella del mare). Il fatto che sia l'unico dei laghi ipersalini antartici che non gela quasi mai è un'indicazione del suo rango superiore di salinità tra i laghi di tutto il mondo.
È stata descritta inizialmente come una zona di scarico delle acque sotterranee ipersaline; tuttavia in base ad una ricerca scientifica del 2013 l'acqua salata deriva dall'umidità che scioglie il terreno roccioso circostante.
Gli ioni dominanti in soluzione sono calcio e cloruro. L'area intorno al lago Don Juan è ricoperta da sali di cloruro di sodio e cloruro di calcio che sono stati precipitati con l'evaporazione dell'acqua.
La superficie e il volume del Don Juan variano nel tempo: secondo la mappa topografica USGS pubblicata nel 1977, la zona era di circa 0,25 km². Tuttavia, le dimensioni dello stagno si sono successivamente ridotte considerevolmente. La profondità massima nel 1993-1994 era di circa un piede (30 cm), mentre nel gennaio del 1997 era di appena 10 centimetri; infine nel dicembre 1998 lo stagno era quasi del tutto asciutto ovunque eccetto una zona di poche decine di metri quadrati. La maggior parte dell'acqua rimanente era raccolta nelle depressioni del fondo dello stagno.
La composizione dell'acqua calcolata è CaCl2 3,72 mol/kg e NaCl 0,50 mol/kg, alla temperatura di -51,8 °C. Questo sarebbe equivalente a 413 g di CaCl2 e 29 g di NaCl per kg di acqua.